# Schreibtafel von Gizeh
Die Schreibtafel von Gizeh wurde 1904 vom amerikanischen Ägyptologen George Andrew Reisner in der Mastaba G1011 in Gizeh entdeckt. Wegen ihrer ausführlichen Auflistung von Götternamen und der Nennung ägyptischer Kartuschennamen von Herrschern (Pharaonen) aus unterschiedlichen Dynastien ist diese Schreibtafel von großem Interesse für die Ägyptologie. Heute wird das Objekt unter der Inventar-Nr. JE 37734 im Ägyptischen Museum in Kairo aufbewahrt.

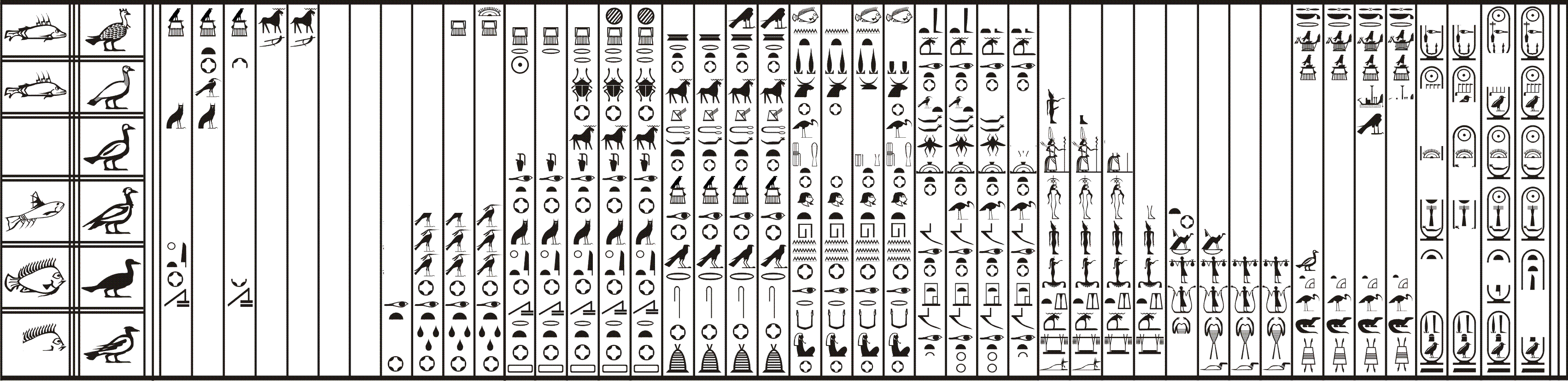
Schreibtafel von Gizeh (Komplettansicht)

## Beschreibung
Die Schreibtafel wurde ursprünglich im Raum C gefunden. Sie gehörte vielleicht dem Beamten Mesdjeru und seiner Frau Hetep-Neferet. Mesdjeru führte Titel wie „Vertrauter des Königs“, „Inspekteur der Stark-an-Stimme des Schatzhauses“ und „Aufseher über die Goldlager“. Seine Mastaba wurde in stark beschädigtem Zustand vorgefunden; sie war in der Antike von Grabräubern geplündert worden. Sein Name fand sich auf einem hier entdeckten Türsturz. Die Zuordnung des Blockes zur Mastaba ist jedoch nicht zwingend.
Die ursprünglichen Maße des Objekts können nicht mehr geschätzt werden, da der Rand verloren gegangen ist und viele weitere Bruchstücke fehlen. Die Schreibtafel war in kleine Fragmente zerbrochen, das Holz, auf dem sie angebracht war, ist nahezu vollständig verrottet. Die Oberfläche der Tafel war mit hellem Gipsverputz von 1– 2 mm Dicke bedeckt, die Inschrift war mit roter, schwarzer und grüner Tinte aufgemalt gewesen.
Die Inschrift ist in fünf Sparten unterschiedlicher Größe gegliedert. Die ersten zwei Sparten waren etwas größer im Format als der Rest. Dies ergibt sich aus den verbliebenen horizontalen Trennlinien am oberen Ende der Schreibtafel. Die erste bis dritte Sparte waren in vertikale Kolumnen unterteilt, die ursprünglich einen Text aufnehmen sollten, doch die ersten beiden blieben leer. Die vierte bis fünfte Sparte sind durch horizontale Striche in Fächer gegliedert. Sparte vier enthält Darstellungen von Vögeln, die fünfte die Abbildungen von Fischen.

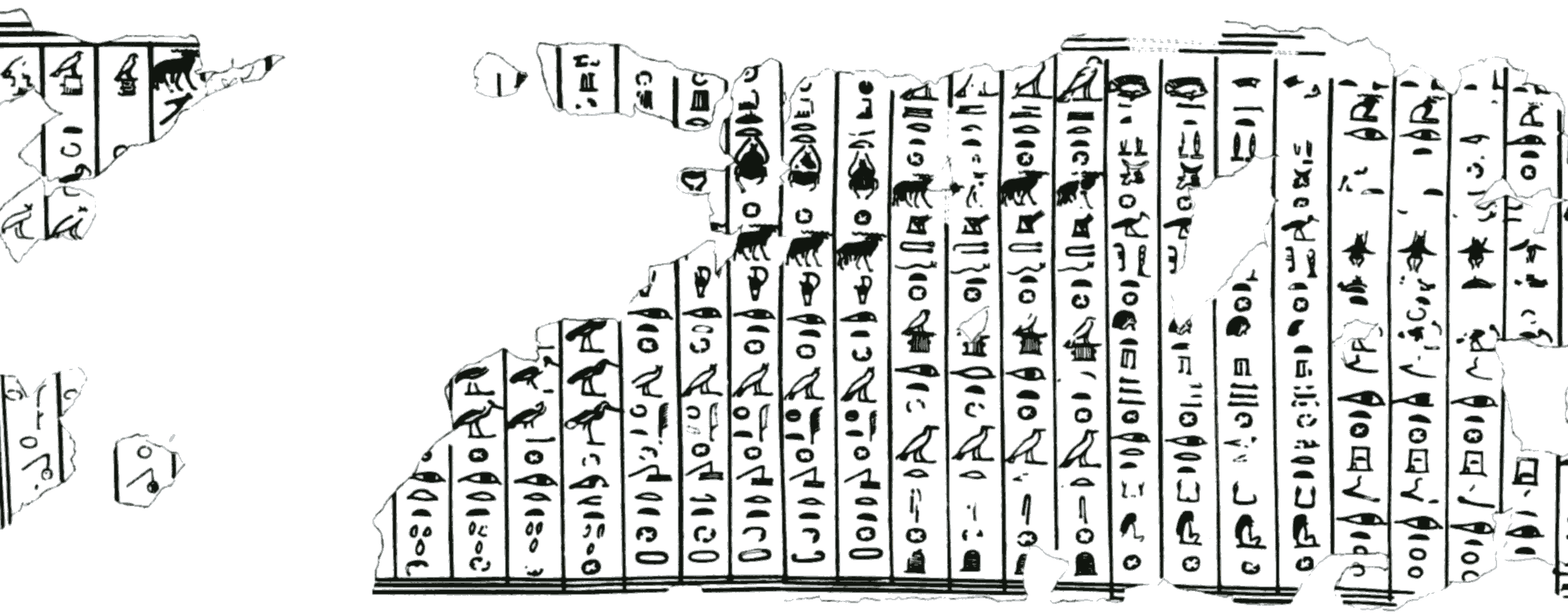
Die Gauliste mit den wichtigsten Gau- und Verwaltungszentren des Alten Reiches.

Sparte drei schließlich umfasst 43 Kolumnen mit drei thematischen Sequenzen, die jeweils unterschiedliche Auflistungen enthalten. Sie verteilen sich auf elf Zeilen, die ersten zehn werden viermal wiederholt, die elfte nur dreimal. Die erste Textsequenz enthält die Kartuschennamen von sechs Königen aus vier Dynastien in rückwärtiger Reihenfolge. Jede Königsliste endet mit dem Zeichen „Maat“ (Gardiner-Zeichen Aa11), um das Ende der Zeile anzuzeigen. Die zweite Textsequenz umfasst 26 erhaltene Namen von Gottheiten. Aufgrund der starken Beschädigungen am Verputz kann nicht ausgeschlossen werden, dass es ursprünglich mehr waren.
Textsequenz drei enthält eine Auflistung königlicher Domänen, meist Begräbnisbezirke. Ihre funktionelle Zuordnung ergibt sich aus dem Umstand, dass einige der aufgeführten Namen in gleicher Schreibweise in zahlreichen Mastabas des Alten Reiches erscheinen. Alle 28 Domänen sind namentlich erhalten geblieben, sie verteilen sich auf sieben Kolumnen. Im Namen einer der Domänen ist die bislang älteste bekannte Darstellung einer Fliege festgehalten.

## Funktion
Es ist nicht sicher geklärt, aus welchem Anlass oder zu welchem Zweck Mesdjeru die Schreibtafel anfertigte. Für gewöhnlich waren Schreibtafeln wie diese eine Art „Notizblock“. Auf ihnen notierten Schreiber besonders schwierige Wörter und Deutzeichen, um sie zu Hause auswendig zu lernen. Die Schreibtafel aus Mastaba G1011 ist sauber und detailliert ausgearbeitet, der Schreiber führte seine Arbeit offenbar mit großer Konzentration und Sorgfalt aus. Daher ist es nach Meinung von Ägyptologen wie Wolfgang Helck, Edward Brovarski und William Stevenson Smith eher unwahrscheinlich, dass diese Schreibtafel eine bloße Schreibübung war, vielmehr war sie ein Endprodukt und sollte dem Verstorbenen im Jenseits als – symbolische – Gedächtnisstütze dienen. Im Mittleren und Neuen Reich avancierten solche und ähnliche Schreibtafeln nebst Werkutensilien wie Tintenvasen, Schreibbinsen und Farbpaletten zu beliebten Grabbeigaben, sind im Alten Reich sonst aber nicht bezeugt.

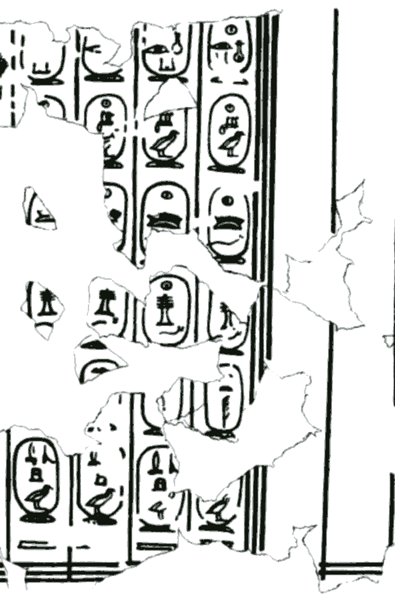
Detail aus der Königsliste: von oben nach unten sind die Namen der Könige Neferirkare, Sahure, Chefren, Djedefre, Teti und Bedjatau zu sehen (jeweils viermal wiederholt)

## Die Königsliste
Folgende Herrscher werden in der Inschrift erwähnt:
- Neferirkare: Dritter König der 5. Dynastie.
- Sahure: Zweiter König der 5. Dynastie.
- Chephren: Vierter König der 4. Dynastie.
- Radjedef: Dritter König der 4. Dynastie.
- Teti: Dritter König der 3. Dynastie.
- Bedjatau: Erster König der 2. Dynastie. (Wird gemeinhin mit dem Horusnamen des Königs Hetepsechemui gleichgesetzt.)

## Die Götterliste
Folgende Gottheiten werden in der Inschrift erwähnt:
- Sokar: Memphitische Totengottheit, dargestellt als Falke in einer prächtigen Barke.
- Nemti: Falkenköpfiger Gott des 12. unterägyptischen Gaues. Sein Name bedeutet Der Wanderer.
- Sopdu: Menschengestaltiger Gott asiatischer Herkunft mit langem Bart, gelblichem Gesicht und mit nach hinten zusammengebundenem Haar. Oft führt er zwei asiatische Gefangene mit sich und trägt den Beinamen „Herr der Fremdländer“.
- Horus: Schutzpatron der Pharaonen, älteste Himmelsgottheit Ägyptens.
- ?: An dieser Textstelle ist nur die stark beschädigte Darstellung eines Vogels erhalten. Möglicherweise bezog sich das Vogelsymbol auf den Gott Geb.
- Bat: Sehr früh belegter Hirtengott in Gestalt eines ruhenden, mumifizierten Widders.
- Thot: Seit dem Alten Reich belegte Mondgottheit. Sein Wappentier ist der Heilige Ibis (Threskiornis aethiopicus).
- Sak: Ebenfalls seit dem Alten Reich belegt. Da Sak als Wappentier ein Krokodil führt, wird er leicht mit dem Krokodilgott Sobek verwechselt. Saks Wappentier hat jedoch seinen Schwanz unter seinen Körper gekrümmt, während Sobeks Krokodil seinen Schwanz entspannt herabhängen lässt und stets auf einem Altar ruht.
- Neith: Seit der Frühzeit belegte Kriegs- und Jagdgöttin. Ihr Emblem sind zwei gekreuzte Jagdpfeile, eingewickelt in eine dicke Schilfmatte oder, an einem Pfahl gebunden, hinter einem Schild verborgen.
- 10 – 13: Die Namen dieser vier Gottheiten sind aufgrund der Beschädigungen am Verputz nicht mehr lesbar.
- Nechbet: Seit der Frühzeit belegte Kronengöttin in Gestalt eines Geiers. Sie galt als Schutzpatronin der Pharaonen und wurde in El-Kab und Hierakonpolis verehrt.
- ? Die Lesung dieser Gottheit ist unsicher.
- Kis: Seit der Prädynastik belegte Gottheit in Gestalt eines Mannes, der mit bloßen Händen zwei Tierköpfe festhält. In vordynastischen Epochen konnten dies Giraffen, Löwen oder Schlangenhalspanther sein.
- Selket: Seit dem Alten Reich sicher belegte Schutzgöttin. Ihr Name bedeutet „Die die Luftröhre befreit“. Ihr Wappentier ist der Skorpion.
- Sobek: Seit dem Alten Reich belegter Gott des Nils und der alljährlichen Überschwemmungen. Ihm wurde nachgesagt, dass er die Pflanzen und Bäume gedeihen lasse. Sein Kultzentrum lag hauptsächlich im Fayum, er wurde aber auch als „Sobek von Irut“ im 18. unterägyptischen Gau verehrt. Sein Wappentier ist ein mumifiziertes Krokodil, bei dem nur der Kopf frei bleibt.
- ? Der Name der Gottheit ist unsicher, Reste der Darstellung deuten auf den Fruchtbarkeitsgott Min hin.
- Onuris: Seit dem Alten Reich belegte Lokalgottheit des 8. unterägyptischen Gaues. Er wird als Mann mit hoher Federkrone dargestellt, er hat eine oder zwei lange Harpunen über die Schultern gelegt. Onuris Bekanntheitsgrad nimmt erst im Mittleren Reich zu.

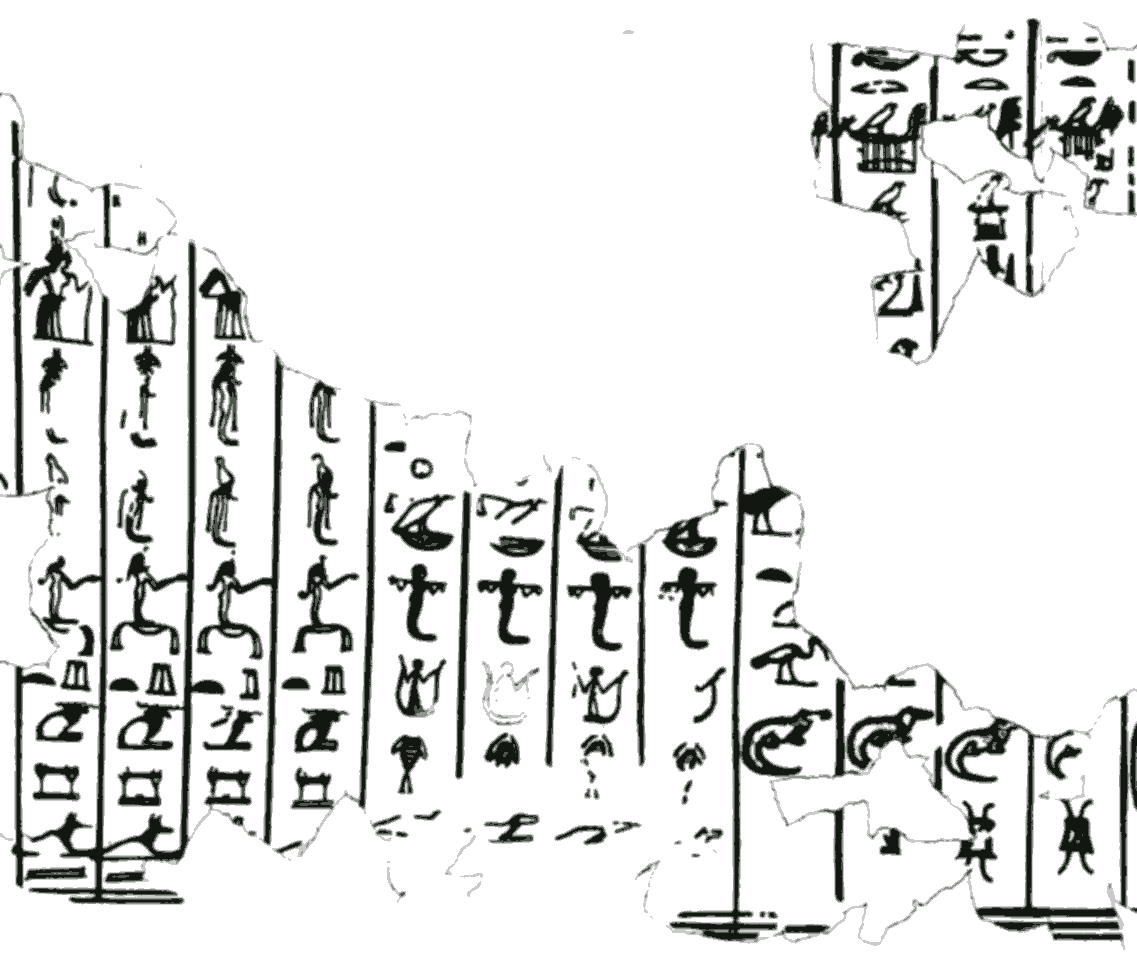
Die Götterliste mit den wichtigsten Haupt- und Gaugöttern des Alten Reiches.

- Seschat: Seit der Frühzeit belegte Göttin der Baukunst und der Schrift. Ihr Emblem ist eine stilisierte Palme, die von einer nach oben gewölbten Mondsichel gekrönt wird. Aus der Mondsichel selbst ragen zwei Straußenfedern in die Höhe.
- Chontamenti: Seit der 1. Dynastie belegte Friedhofs- und Ahnengottheit in Gestalt eines schreitenden Schakals, dessen Beischrift eine Verwechslung mit dem ähnlich gestalteten Gott Anubis verhindert.
- Meret: Seit Beginn des Alten Reiches belegte Göttin des Sedfestes. Sie wird als enggewandete Frau mit ausgestrecktem Arm dargestellt, sie posiert auf einem Podest oder einem Goldzeichen. Sie begleitete die Festlichkeiten mit Gesang und Anfeuerungszurufen.
- Cherti: Seit der 1. Dynastie sicher belegter Gott in Gestalt einen mumifizierten Widders, ganz ähnlich wie Bat. Um Verwechslungen zu meiden, wurde sein Name stets der Widder-Darstellung beigefügt. Cherti galt gemäß dem Totenglauben der Ägypter als Fährmann im Jenseits, der die Toten gegen Bezahlung auf die andere Seite des Jenseitsstroms brachte.
- Schesemu: Gott der Trunkenheit und des Weinbaues. Zur Weinernte führten junge Ägypter Spiele und Tänze auf.
- Anubis: Seit der Frühzeit belegte Friedhofs- und Einbalsamierungsgottheit in Gestalt eines ruhenden Schakals, oft mit herabhängender Rute auf einem Altar ruhend. Er kann aber auch als mumifizierter Schakal dargestellt werden, bei dem nur der Kopf frei geblieben ist.